# Афектација
Афектација је театрално, извештачено, наглашено емотивно понашање које се изводи с намером да се остави утисак на околину.